# Vaugines
Pour l’article ayant un titre homophone, voir Vaugine (homonymie).
Vaugines est une commune française située dans le département de Vaucluse, en région Provence-Alpes-Côte d'Azur.

## Géographie

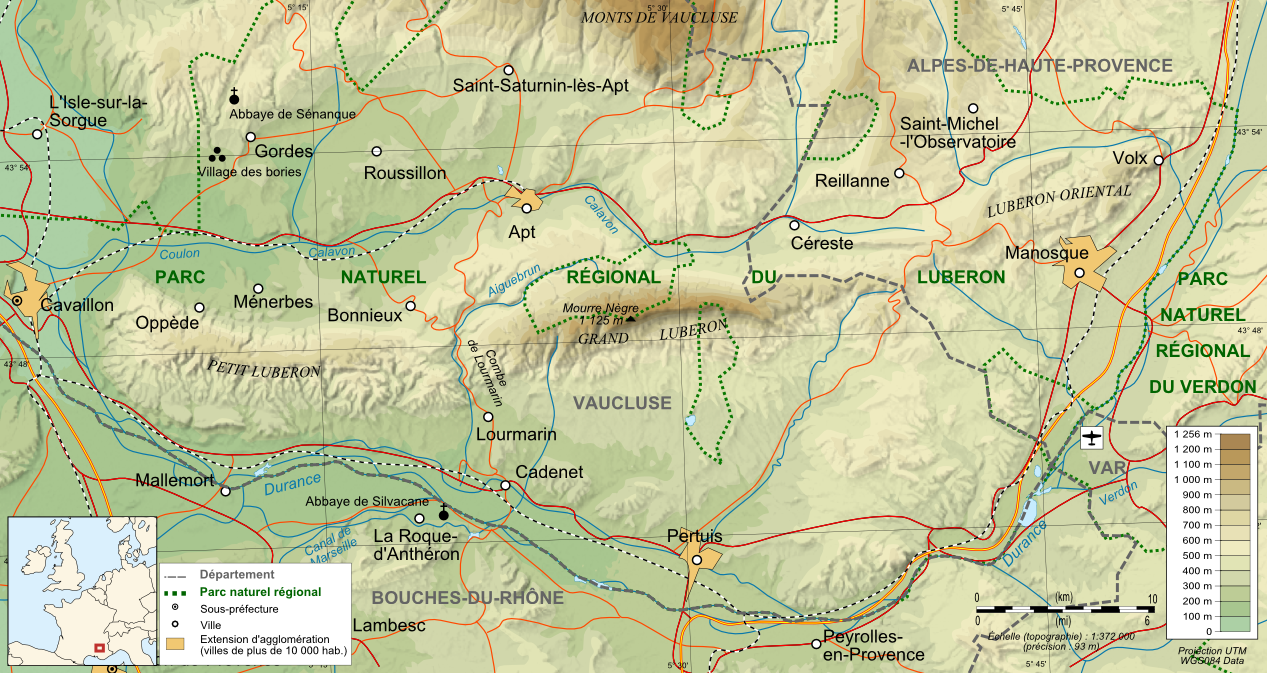
Le territoire du parc naturel régional du Luberon.

Situé au pied du Luberon, à 400 mètres d'altitude, un peu à l'écart des routes les plus fréquentées, Vaugines est un village agricole qui s'est ouvert à une population nouvelle (530 habitants en 2005) et à de nombreux visiteurs.
Vaugines est aussi le point de convergence de plusieurs sentiers de grande randonnée permettant aux marcheurs, cyclistes et cavaliers, de découvrir le Luberon, sa flore et sa faune, dans le parc naturel régional du Luberon et sa réserve de biosphère.

### Accès
Le bourg de Vaugines est situé à moins d'un kilomètre à l'ouest nord-ouest du village de Cucuron. On y accède par la route départementale D 56 qui traverse la commune au sud du bourg, en passant par celui-ci, selon un axe est-ouest. La route départementale D 45 la rejoint depuis le sud où elle croise la route départementale D 27.
L'autoroute la plus proche est l'A7.
Gares SNCF à Pertuis à 13 km vers Aix-en-Provence et Marseille.
Gares TGV à Aix-TGV Arbois (55 min) ou Avignon-TGV (45 min).
Distance des grandes villes françaises
L'orientation et la localisation de Vaugines par rapport à quelques grandes villes françaises sont données dans le tableau suivant. Distance à vol d'oiseau :
| Ville                | Marseille | Montpellier  | Nice         | Lyon       | Toulouse   | Bordeaux   | Strasbourg   | Paris      | Nantes       | Rennes       | Lille      |
| Distance Orientation | 54 km (S) | 125 km (S-O) | 149 km (S-E) | 225 km (N) | 320 km (O) | 493 km (O) | 564 km (N-E) | 614 km (N) | 667 km (N-O) | 730 km (N-0) | 783 km (N) |

### Relief et géologie
La commune est située entre, au nord, le flanc sud du massif du Luberon où se trouve le point le plus haut et, au sud, la vallée de la Durance où se trouve le point le plus bas.
Le massif du Luberon est un massif montagneux formé de terrains du secondaire (crétacé inférieur) et la plaine de la Durance est une plaine alluvionnaire.

### Hydrographie
Le ruisseau de Laval coule vers le sud depuis le massif du Luberon.

### Sismicité
Les cantons de Bonnieux, Apt, Cadenet, Cavaillon, et Pertuis sont classés en zone Ib (risque faible). Tous les autres cantons du département de Vaucluse sont classés en zone Ia (risque très faible). Ce zonage correspond à une sismicité ne se traduisant qu'exceptionnellement par la destruction de bâtiments.
- Tableau des tremblements de terre remarquables.[2]

| Année                     | Éventuelle évaluation de l'intensité | Épicentre                       |
| ------------------------- | ------------------------------------ | ------------------------------- |
| 13 décembre 1509          | 5,5 échelle de Richter               | inconnu                         |
| 24 avril 1535             | évaluation impossible                | inconnu                         |
| 24 avril 1708             | 5,5                                  | Manosque                        |
| 19 mars 1812              | 5                                    | Beaumont-de-Pertuis             |
| 24 février 1818 (10 h 10) | 2-3                                  | Aix-en-Provence                 |
| 11 juin 1909              | 6,2                                  | Lambesc                         |
| 1994                      | faible                               | Beaumont-de-Pertuis et environs |

### Climat
Pour des articles plus généraux, voir Climat de Provence-Alpes-Côte d'Azur et Climat de Vaucluse.
En 2010, le climat de la commune est de type climat méditerranéen franc, selon une étude du Centre national de la recherche scientifique s'appuyant sur une série de données couvrant la période 1971-2000. En 2020, Météo-France publie une typologie des climats de la France métropolitaine dans laquelle la commune est exposée à un climat méditerranéen et est dans la région climatique  Provence, Languedoc-Roussillon, caractérisée par une pluviométrie faible en été, un très bon ensoleillement (2 600 h/an), un été chaud (21,5 °C), un air très sec en été, sec en toutes saisons, des vents forts (fréquence de 40 à 50 % de vents > 5 m/s) et peu de brouillards. 
Pour la période 1971-2000, la température annuelle moyenne est de 12,8 °C, avec une amplitude thermique annuelle de 16,6 °C. Le cumul annuel moyen de précipitations est de 753 mm, avec 5,8 jours de précipitations en janvier et 2,8 jours en juillet. Pour la période 1991-2020, la température moyenne annuelle observée sur la station météorologique installée sur la commune est de 14,1 °C et le cumul annuel moyen de précipitations est de 742,4 mm. 
La température maximale relevée sur cette station est de 43,1 °C, atteinte le 28 juin 2019 ; la température minimale est de −13,7 °C, atteinte le 12 janvier 1987,,. 
| Mois                                  | jan.             | fév.             | mars          | avril         | mai            | juin           | jui.            | août           | sep.         | oct.          | nov.          | déc.           | année      |
| ------------------------------------- | ---------------- | ---------------- | ------------- | ------------- | -------------- | -------------- | --------------- | -------------- | ------------ | ------------- | ------------- | -------------- | ---------- |
| Température minimale moyenne (°C)     | 1,9              | 1,7              | 4,5           | 7,2           | 10,9           | 14,3           | 16,6            | 16,4           | 13           | 10,1          | 5,5           | 2,5            | 8,7        |
| Température moyenne (°C)              | 6,1              | 6,5              | 9,9           | 12,7          | 16,7           | 20,7           | 23,4            | 23,2           | 18,9         | 14,8          | 9,7           | 6,6            | 14,1       |
| Température maximale moyenne (°C)     | 10,3             | 11,4             | 15,2          | 18,1          | 22,6           | 27,1           | 30,2            | 29,9           | 24,7         | 19,6          | 13,8          | 10,6           | 19,5       |
| Record de froid (°C) date du record   | −13,7 12.01.1987 | −12,3 10.02.1986 | −9,9 01.03.05 | −2 22.04.1991 | 1,6 05.05.1991 | 3,9 04.06.1984 | 7,9 01.07.1981  | 7,2 31.08.1986 | 3,7 25.09.02 | −2 25.10.03   | −7 24.11.05   | −12 30.12.1996 | −13,7 1987 |
| Record de chaleur (°C) date du record | 19 28.01.02      | 22,1 28.02.19    | 24,7 30.03.21 | 28,2 29.04.05 | 33,3 24.05.09  | 43,1 28.06.19  | 38,5 22.07.1983 | 39,4 01.08.20  | 34 11.09.16  | 29,5 03.10.11 | 22 01.11.1999 | 20,4 30.12.21  | 43,1 2019  |
| Précipitations (mm)                   | 57,8             | 42               | 44,8          | 68,8          | 62,5           | 41,2           | 28              | 34,9           | 92,3         | 98,5          | 109,1         | 62,5           | 742,4      |

| Diagramme climatique                                  |           |             |             |              |              |            |              |            |              |              |             |
| J                                                     | F         | M           | A           | M            | J            | J          | A            | S          | O            | N            | D           |
| 10,31,957,8                                           | 11,41,742 | 15,24,544,8 | 18,17,268,8 | 22,610,962,5 | 27,114,341,2 | 30,216,628 | 29,916,434,9 | 24,71392,3 | 19,610,198,5 | 13,85,5109,1 | 10,62,562,5 |
| Moyennes : • Temp. maxi et mini °C • Précipitation mm |           |             |             |              |              |            |              |            |              |              |             |

Les paramètres climatiques de la commune ont été estimés pour le milieu du siècle (2041-2070) selon différents scénarios d'émission de gaz à effet de serre à partir des nouvelles projections climatiques de référence DRIAS-2020. Ils sont consultables sur un site dédié publié par Météo-France en novembre 2022.

### Transports
Vaugines est desservie par la ligne de car Trans-Vaucluse (no 9-1) : Cucuron-Cadenet.

## Urbanisme

### Typologie
Au 1er janvier 2024, Vaugines est catégorisée commune rurale à habitat dispersé, selon la nouvelle grille communale de densité à sept niveaux définie par l'Insee en 2022.
Elle est située hors unité urbaine. Par ailleurs la commune fait partie de l'aire d'attraction de Marseille - Aix-en-Provence, dont elle est une commune de la couronne,. Cette aire, qui regroupe 115 communes, est catégorisée dans les aires de 700 000 habitants ou plus (hors Paris),.

### Occupation des sols
L'occupation des sols de la commune, telle qu'elle ressort de la base de données européenne d’occupation biophysique des sols Corine Land Cover (CLC), est marquée par l'importance des forêts et milieux semi-naturels (54,6 % en 2018), une proportion sensiblement équivalente à celle de 1990 (54 %). La répartition détaillée en 2018 est la suivante : 
forêts (53,1 %), zones agricoles hétérogènes (25,7 %), cultures permanentes (17,8 %), mines, décharges et chantiers (1,9 %), milieux à végétation arbustive et/ou herbacée (1,5 %). L'évolution de l’occupation des sols de la commune et de ses infrastructures peut être observée sur les différentes représentations cartographiques du territoire : la carte de Cassini (XVIIIe siècle), la carte d'état-major (1820-1866) et les cartes ou photos aériennes de l'IGN pour la période actuelle (1950 à aujourd'hui).

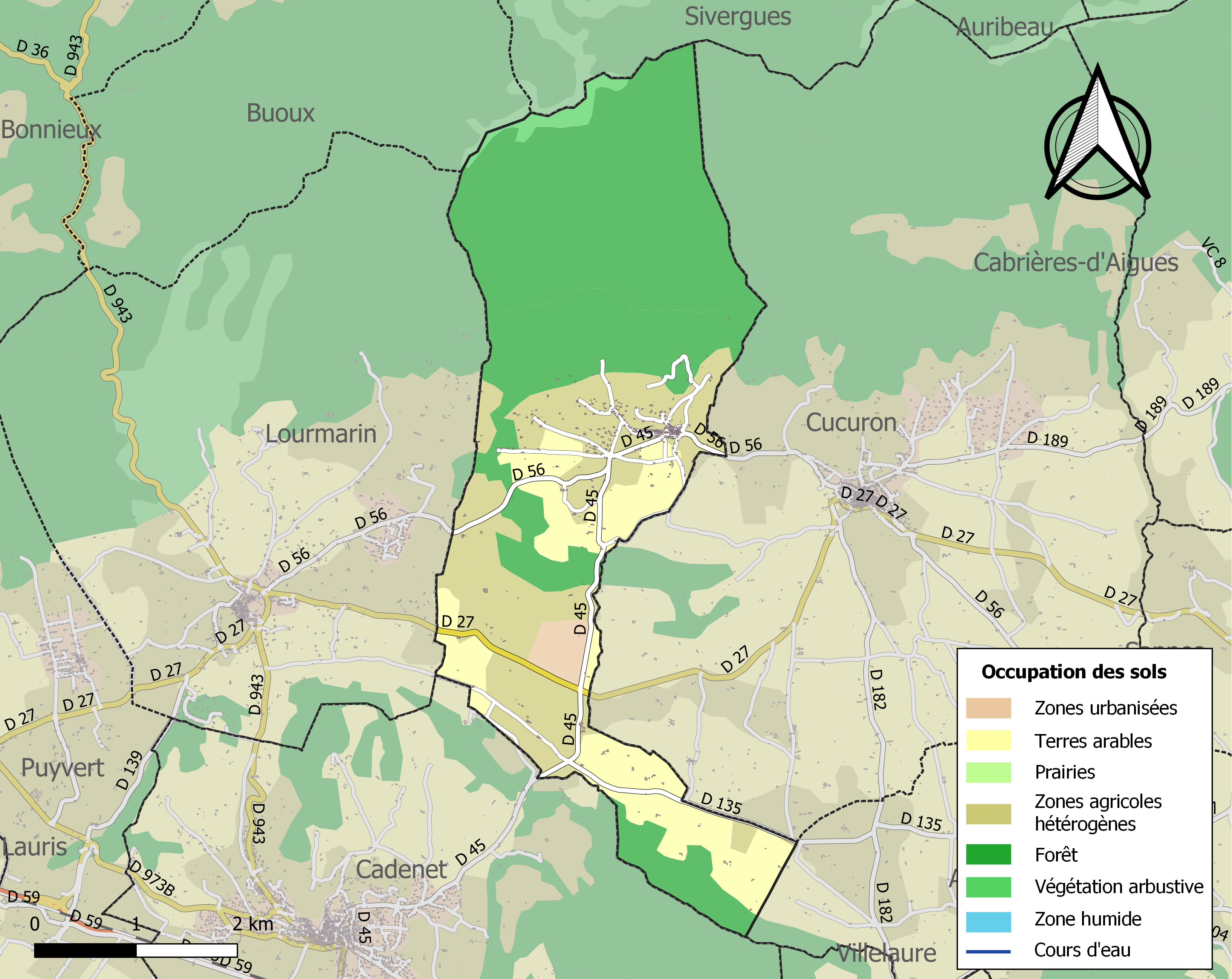
Carte des infrastructures et de l'occupation des sols de la commune en 2018 (CLC).

### Logement
Vaugines comptait 357 logements en 2007 (contre 303 en 1999). Les constructions neuves sont bien plus présentes que la moyenne française : en 2007, 31,3 % des résidences principales dataient de 1990 et plus contre 10,4 % en France. En revanche, la commune connaît un important déficit de constructions des années 1950 aux années 1970 qui s'explique par l'exode rural et compte 37,5 % de logements construits avant 1949.
Les résidences principales représentent 233 logements soit 65,4 % du parc, réparties à 89,3 % en maisons individuelles (92,7 % en 1999) et à 10,7 % en appartements (respectivement 56,1 % et 42,4 % en France métropolitaine). 61,3 % des habitations principales comportent quatre pièces et plus. Les propriétaires de leurs logements constituent 68,6 % des habitants contre 25,2 % qui sont que locataires (respectivement 57,4 % et 39,8 % en France métropolitaine).

## Toponymie
Les formes les plus anciennes sont rupem Iouinum et ualle Iouina attestées en 1004. Ces toponymes suggèrent le nom du dieu Jupiter, Iouis (Jovis).

Le nom en provençal est Vau-Gino, écrit Vaugina en graphie occitane classique. Vau est prononcé « vàou », diphtongue avec accent tonique sur le « a », Gino se prononce « djino » avec accent tonique sur le « i ».

## Histoire

### Préhistoire et Antiquité
L’histoire de Vaugines pourrait commencer par une légende forgée au XVIIIe siècle. Dans son Histoire de Provence, Nicolas Claude Fabri de Peiresc narre qu’ici le 15e roi des Ligures, du nom de Jovine (Jupiter), affronta 300 000 Cimbres. Après les avoir assiégés dans une reculée de la vallée, il les affama puis en tua 200 000. Pour commémorer son exploit la vallée pris son nom. Plus prudents les toponymistes se sont contentés du texte des cartulaires et relèvent que c’est à partir du XIe siècle que l’on cite « Valle Jovina » ou « Rupem Jovina ».
De plus, au hameau des Fontanilles, les archéologues ont mis au jour un vicus gallo-romain où ont été retrouvés des inscriptions et un autel à la gloire de la Bona Dea, et la proximité d’un temple dédié au roi de l’Olympe incite à retenir son patronage sur cette vallée.

### Moyen Âge

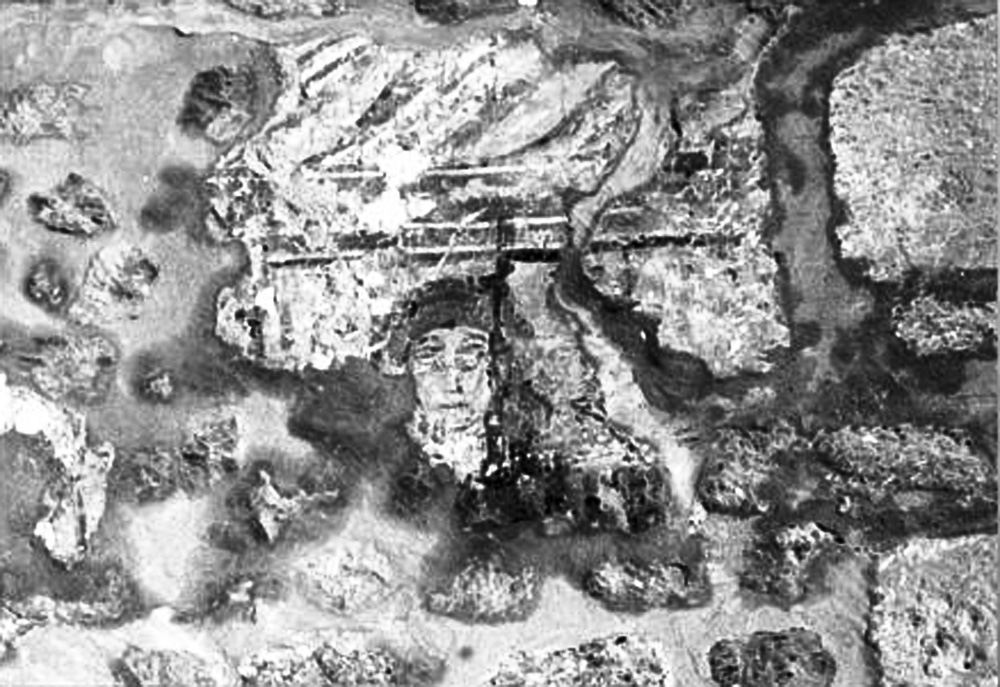
Fresque du prieuré de Notre-Dame.

En 1004, Lambert, frère de Humbert de Caseneuve, et fondateur de la maison de Reillanne, fait don de ses domaines de la Valle Jovina aux bénédictins de l’abbaye de Saint-Pierre de Psalmody pour y construire un locus (église, lieu sacré).
Les moines camarguais y édifient le prieuré de Notre-Dame en réemployant les blocs de pierres de l’antique vicus. Celui-ci avait été christianisé entre le VIe et le VIIe siècle comme en fait foi un autel paléochrétien. Déposé actuellement au musée Calvet d’Avignon, il est en marbre blanc et décoré d’un chrisme, de pampres de vignes, d’une colombe et d’arbrisseaux. La nef du prieuré a été remaniée au XIIIe siècle et l’abside garde trace des fresques qui l’ont décoré à cette époque.
Vaugines relevait du comté de Forcalquier au XIIe siècle. Lorsque ce comté perd son indépendance en 1209, à la mort de Guillaume II, un de ses neveux, Guillaume de Sabran tente de le relever. Après une lutte de dix ans, il passe un accord à Meyrargues le 29 juin 1220 avec Raimond Bérenger IV, comte de Provence et lui aussi héritier du comté de Forcalquier. Par cet accord, la moitié sud du comté, dont Vaugines, lui est donnée, et en fait partie jusqu'à sa mort, vers 1250.
Au début du XIVe siècle, Elzéar et Delphine de Sabran, possesseurs du fief, donnent de nouveaux droits à Sainte-Marie de Psalmody. Le prieur de Notre-Dame devint coseigneur de Vaugines. Mais les « époux virginaux » gardèrent leurs droits sur les domaines du Grand et du Petit Couturas. En 1397, leur neveu et successeur, Elzéar de Sabran vit sa seigneurie ravagée par les gens d'armes de Raymond de Turenne placés sous le commandement de Gantonnet d'Abzac.

### Temps modernes
Au XVe siècle, son héritier, Jean de Sade, conseiller du Roi René, céda cette seigneurie au comte de Provence qui en investit Foulque d’Agoult. Ce dernier, en 1422, racheta au prieur de Notre-Dame, qui se réserva la Capitainerie comme demeure seigneuriale, ses droits de haute et basse justice.
Puis Foulque se fait céder, en 1475, contre 200 florins, la part de Laurette de Durboc, dame en partie de Vaugines. À cette époque, comme quasiment dans tout le Lubéron, le village était pratiquement désert et allait le rester pendant des décennies. Ce ne fut qu’en 1556 que le prieur Gilibert d’Agoult passa avec plusieurs familles un acte d’habitation.
Puis en 1562, il céda ses droits et sa juridiction à son cousin protestant François d’Agoult, comte de Sault. Quatre ans plus tard, le nouveau seigneur racheta la part de Charles de Cambis.
Elle allait ensuite passer dans les familles Aymard et Bolliers pour échoir, en 1729, aux Bruny de la Tour d’Aigues qui la conservèrent jusqu’à la Révolution.
En dépit d'une légende tenace, il est à signaler que la « Commanderie », avec ses belles fenêtres géminées, n’a jamais appartenu aux chevaliers du Temple.

### Époque contemporaine
Le vin des vignobles de la commune a d'abord été classé en VDQS au cours de l'année 1951, puis a accédé à l'AOC en 1988. Ses vignerons adhèrent à l'organisation interprofessionnelle Inter Rhône en 1996. C'est dans son sein qu'est créé en 2001, la Nouvelle École de la Vallée du Rhône.

## Politique et administration

### Tendances politiques

#### Élections municipales
La commune ayant moins de 3 500 habitants, l'élection des conseillers municipaux est au scrutin majoritaire plurinominal à deux tours, avec panachage :
- au premier tour, des candidats sont élus s'ils ont obtenu la majorité absolue et le vote d'au moins le quart des électeurs inscrits[24] ;
- au second tour, la majorité relative suffit. Les listes ne sont pas obligatoires. Les suffrages sont comptabilisés individuellement, et le panachage est autorisé.

Lors du scrutin de 2008 le maire sortant Philippe Auphan a obtenu de loin le meilleur total de la liste unique avec 295 voix (95,78 % des exprimés). La liste a été validée dès le premier tour, en effet les deux derniers de la liste ayant eu 244 voix (soit 79,22 % des 308 exprimés et 54,10 % des inscrits). Le taux de participation a été de 68,29 %. Philippe Auphan élu conseiller municipal a été nommé maire par ceux-ci.

#### Élections locales

##### Cantonales
Le canton de Cadenet qui fait partie de la première série des cantons et a été renouvelé lors des élections cantonales de 2004 exceptionnellement pour un mandat de sept ans. Quatre candidats se sont présentés Michel Tamisier (DVG), conseiller général sortant et ancien maire de Cadenet, René de Mulders (FN), Francis Pignoly DVD, maire de Villelaure et Sébastien Vicenti (UMP), maire de Puyvert.
Au premier tour Michel Tamissier DVG arrive nettement en tête avec 59,23 % (45,27 % dans le canton) devant Sébastien Vicenti (UMP) 20,38 % (24,36 % dans le canton), Francis Pignoly DVD avec 11,54 % des voix (17,43 % dans canton) et René de Mulders (FN) 8,85 % (12,95 % dans le canton). Arrivé troisième dans le canton Francis Pignoly se retire au profit de Sébastien Vincenti. Au second tour Michel Tamissier obtient 69,14 % des voix (58,03 % dans le canton) contre 30,86 % à Sébastien Vincenti.

##### Législatives
Aux élections législatives de 2007 pour la deuxième circonscription de Vaucluse, le premier tour a vu Jean-Louis Joseph (PS) arriver en tête avec 34,36 % devant Jean-Claude Bouchet (UMP) avec 32,99 %, viennent ensuite Maurice Giro (Divers droite) avec 9,97 % et Nicole Bouisse (UDF) avec 6,87 %, aucun autre candidat ne dépassant le seuil des 4,5 %. Le second tour a vu arriver en tête Jean-Louis Joseph avec 51,03 % (résultat circonscription : 44,72 %) contre 48,97 % pour Jean-Claude Bouchet (résultat circonscription : 55,28 %). Abstention moins forte à Vaugines avec respectivement 34,23 % et 32,43 % aux deux tours que dans la circonscription (37,93 % et 38,68 %).

#### Élections nationales
À l’Élection présidentielle de 2007, au premier tour est arrivé en tête Nicolas Sarkozy (UMP) avec 28,12 %, suivi par François Bayrou (UDF) avec 24,93 %, Ségolène Royal (PS) avec 23,08 %, Jean-Marie Le Pen (FN) avec 6,37 % et Olivier Besancenot avec 5,04 %, aucun autre candidat ne dépassant le seuil des 3,5 %. Le second tour a vu arriver en tête Nicolas Sarkozy avec 51,65 % (résultat national : 53,06 %) contre 48,35 % pour Ségolène Royal (résultat national : 46,94).

##### Référendum
Au référendum sur la constitution européenne (scrutin du 29 mai 2005), sur 412 inscrits, 328 ont voté, ce qui représente une participation de 79,61 % du total, soit une abstention de 20,39 %. Il y a eu une victoire du non avec 173 voix (54,23 %), 146 voix (46,77 %) s'étant prononcées contre et 9 (2,74 %) étant des votes blancs ou nuls.

##### Européennes
À l’élection européenne de 2004, Michel Rocard (PS) est arrivé en tête avec 26,98 %, suivi par Jean-Luc Bennahmias (écologie) avec 17,21 %, Thierry Cornillet (UDF) avec 14,42 %, Françoise Grossetête (UMP) avec 10,70 %, Manuella Gomez (PCF) 6,05 %, Roseline Vachetta LXG avec 5,58 % et Patrick Louis (MPF) avec 5,12 % et ; aucun des 15 autres candidats ne dépassant le seuil des 4,5 %.
À l’élection européenne de 2009, Michele Rivasi (Europe Écologie) avec 28,90 % suivie par Françoise Grossetête (UMP) est arrivée en tête avec 22,94 %, Vincent Peillon (PS) avec 14,22 %, Jean-Luc Bennahmias (Modem) avec 9,17 % et Jean-Marie Le Pen (FN) avec 5,055 % ; aucun autre candidat ne dépassant le seuil des 5 %. Le taux de participation a été de 50,22 %.

#### Élections européennes
Au référendum européen sur le traité de Maastricht (scrutin du 20 septembre 1992), sur 307 inscrits, 206 ont voté, ce qui représente une participation de 76,87 %, soit une abstention de 23,13 %. Il y a eu une légère victoire du oui avec 119 voix (51,07 %) contre 114 voix (48,93 %) qui se sont prononcées pour le non, 3 votes (1,27 %) étant blancs ou nuls.

### Conseil municipal
De par sa taille, la commune dispose d'un conseil municipal de 11 membres (article L2121-2 du Code général des collectivités territoriales). Lors du scrutin de 2008 le maire Philippe Auphan a été réélu.

### Liste des maires

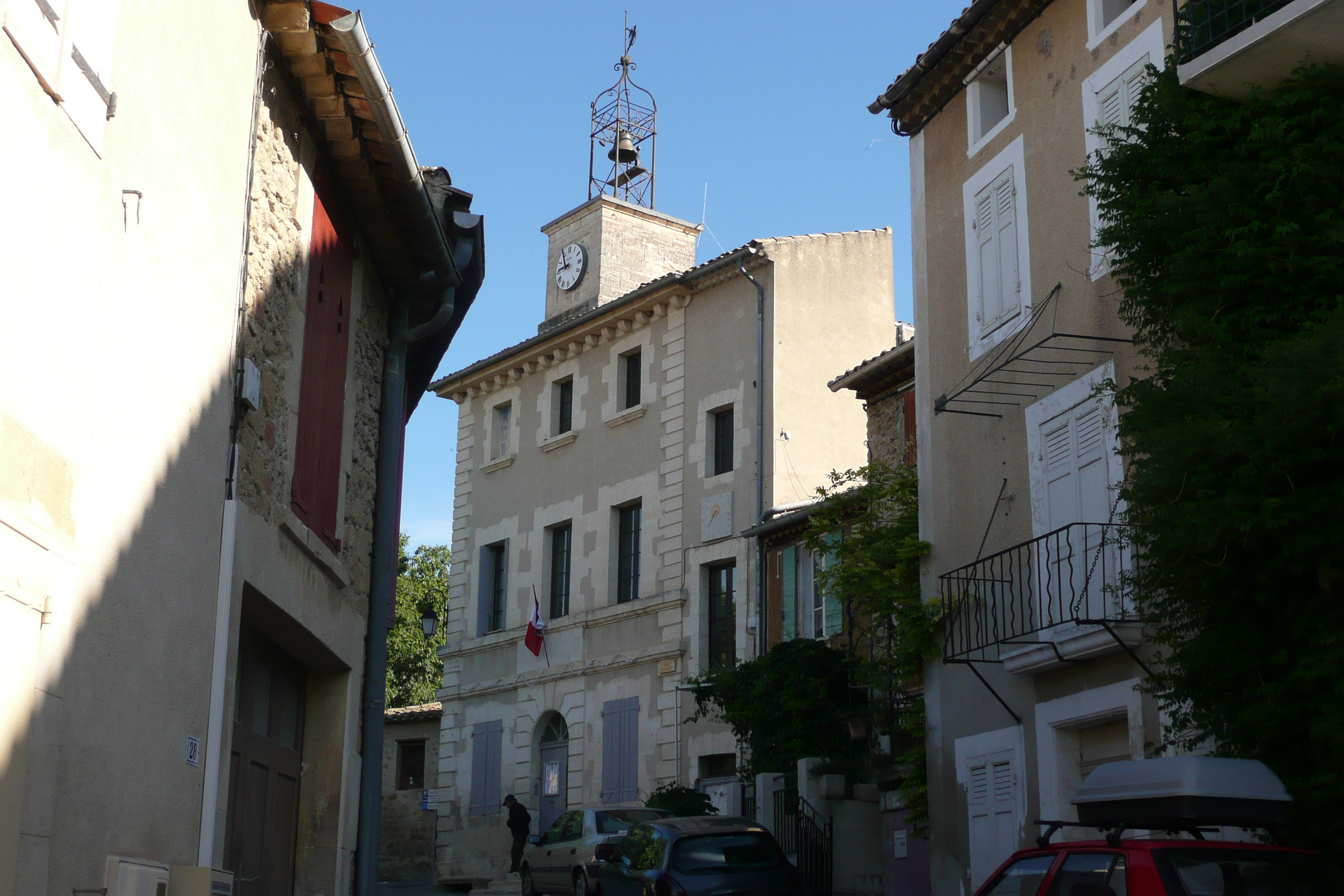
Mairie à Vaugines.

Depuis 1871, les maires sont élus par le conseil municipal à la suite de son élection au suffrage universel.
| Période | Période  | Identité        | Étiquette | Qualité |
| ------- | -------- | --------------- | --------- | ------- |
| 2003    | en cours | Philippe Auphan |           |         |

### Instances administratives et judiciaires
Vaugines est une des neuf communes du canton de Cadenet qui totalise 17 278 habitants en 2008. Le canton fait partie de l'arrondissement d'Apt depuis 1801 (sauf de 1926 à 1933 où ce fut Cavaillon) et de la Deuxième circonscription de Vaucluse. Vaugines fait partie du canton de Cadenet depuis 1801 après avoir fait partie du canton de Cucuron de 1793 à 1801.
Vaugines fait partie de la juridiction d’instance d’Apt, mais du greffe détaché Pertuis, et de grande instance, de prud'homale, de commerce et d'affaires de Sécurité sociale d’Avignon.

### Politique environnementale
Une des deux déchèteries de la communauté de communes des Portes du Luberon se situe sur la commune de Vaugines (l'autre étant à Lauris), les habitants utilisent également les deux points spécialisés (pour les branchages, le site de Puget, et pour les gravats, celui de Puyvert).
Points d’apport volontaire pour le verre, les journaux et les emballages.

### Fiscalité locale
| Taxe                                                | Part communale | Part intercommunale | Part départementale | Part régionale |
| --------------------------------------------------- | -------------- | ------------------- | ------------------- | -------------- |
| Taxe d'habitation (TH)                              | 10,21 %        | 0,40 %              | 7,55 %              | 0,00 %         |
| Taxe foncière sur les propriétés bâties (TFPB)      | 9,57 %         | 0,51 %              | 10,20 %             | 2,36 %         |
| Taxe foncière sur les propriétés non bâties (TFPNB) | 39,25 %        | 1,58 %              | 28,96 %             | 8,85 %         |
| Taxe professionnelle (TP)                           | 20,04 %*       | 0,83 %              | 13,00 %             | 3,84 %         |

La part régionale de la taxe d'habitation n'est pas applicable.
La taxe professionnelle est remplacée en 2010 par la cotisation foncière des entreprises (CFE) portant sur la valeur locative des biens immobiliers et par la contribution sur la valeur ajoutée des entreprises (CVAE) (les deux formant la contribution économique territoriale (CET) qui est un impôt local instauré par la loi de finances pour 2010).

## Population et société

### Démographie

#### Évolution démographique
L'évolution du nombre d'habitants est connue à travers les recensements de la population effectués dans la commune depuis 1793. Pour les communes de moins de 10 000 habitants, une enquête de recensement portant sur toute la population est réalisée tous les cinq ans, les populations de référence des années intermédiaires étant quant à elles estimées par interpolation ou extrapolation. Pour la commune, le premier recensement exhaustif entrant dans le cadre du nouveau dispositif a été réalisé en 2005.
En 2022, la commune comptait 556 habitants, en évolution de −1,77 % par rapport à 2016 (Vaucluse : +1,73 %, France hors Mayotte : +2,11 %). Le maximum de la population a été atteint en 1841 avec 581 habitants.
| 1793 | 1800 | 1806 | 1821 | 1831 | 1836 | 1841 | 1846 | 1851 |
| ---- | ---- | ---- | ---- | ---- | ---- | ---- | ---- | ---- |
| 437  | 448  | 451  | 467  | 503  | 561  | 581  | 579  | 580  |

| 1856 | 1861 | 1866 | 1872 | 1876 | 1881 | 1886 | 1891 | 1896 |
| ---- | ---- | ---- | ---- | ---- | ---- | ---- | ---- | ---- |
| 541  | 555  | 513  | 494  | 473  | 441  | 417  | 395  | 405  |

| 1901 | 1906 | 1911 | 1921 | 1926 | 1931 | 1936 | 1946 | 1954 |
| ---- | ---- | ---- | ---- | ---- | ---- | ---- | ---- | ---- |
| 369  | 333  | 336  | 275  | 268  | 256  | 216  | 260  | 239  |

| 1962 | 1968 | 1975 | 1982 | 1990 | 1999 | 2005 | 2006 | 2010 |
| ---- | ---- | ---- | ---- | ---- | ---- | ---- | ---- | ---- |
| 245  | 225  | 216  | 253  | 325  | 466  | 551  | 557  | 526  |

| 2015 | 2020 | 2022 | - | - | - | - | - | - |
| ---- | ---- | ---- | - | - | - | - | - | - |
| 566  | 553  | 556  | - | - | - | - | - | - |

#### Pyramide des âges
En 2018, le taux de personnes d'un âge inférieur à 30 ans s'élève à 26,2 %, soit en dessous de la moyenne départementale (33,6 %). À l'inverse, le taux de personnes d'âge supérieur à 60 ans est de 32,6 % la même année, alors qu'il est de 28,4 % au niveau départemental.
En 2018, la commune comptait 266 hommes pour 297 femmes, soit un taux de 52,75 % de femmes, légèrement supérieur au taux départemental (52,03 %).
Les pyramides des âges de la commune et du département s'établissent comme suit.
| Hommes | Classe d’âge | Femmes |
| ------ | ------------ | ------ |
| 0,8    | 90 ou +      | 1,0    |
| 10,0   | 75-89 ans    | 9,2    |
| 19,5   | 60-74 ans    | 24,3   |
| 26,4   | 45-59 ans    | 21,2   |
| 16,9   | 30-44 ans    | 18,2   |
| 11,9   | 15-29 ans    | 11,3   |
| 14,6   | 0-14 ans     | 14,7   |

| Hommes | Classe d’âge | Femmes |
| ------ | ------------ | ------ |
| 0,8    | 90 ou +      | 1,9    |
| 8,3    | 75-89 ans    | 10,6   |
| 18,1   | 60-74 ans    | 19,1   |
| 20,3   | 45-59 ans    | 19,9   |
| 17,6   | 30-44 ans    | 17,6   |
| 16,1   | 15-29 ans    | 14,4   |
| 18,9   | 0-14 ans     | 16,4   |

#### Superficie et population
Le village de Vaugines a une superficie de 1 555 ha et une population de 573 habitants, ce qui la classe :
| Rang                       | Superficie | Population | Densité |
| -------------------------- | ---------- | ---------- | ------- |
| France                     | 15026e     | 11852e     | 18917e  |
| Provence-Alpes-Côte d'Azur | 532e       | 674e       | 471e    |
| Vaucluse                   | 108e       | 96e        | 109e    |
| Arrondissement d'Apt       | 40e        | 40e        | 37e     |
| Canton de Cadenet          | 8e         | 8e         | 9e      |

### Enseignement
La commune possède une école primaire publique, les élèves sont ensuite affectés au collège Le Luberon à Cadenet,, puis au lycée Val de Durance à Pertuis (enseignement général), au lycée Alexandre Dumas à Cavaillon ou au lycée Alphonse Benoit à L'Isle-sur-la-Sorgue (enseignements techniques).

### Sports
Cheval enjeu un club équestre propose des randonnées, leçon et stages au cœur du parc naturel du Luberon.

### Santé
La commune compte un médecin généraliste. La pharmacie la plus proche est celle de Cucuron. Vaugines dépend de l'hôpital de Pertuis.

### Cultes
Catholique (église)

### Services publics

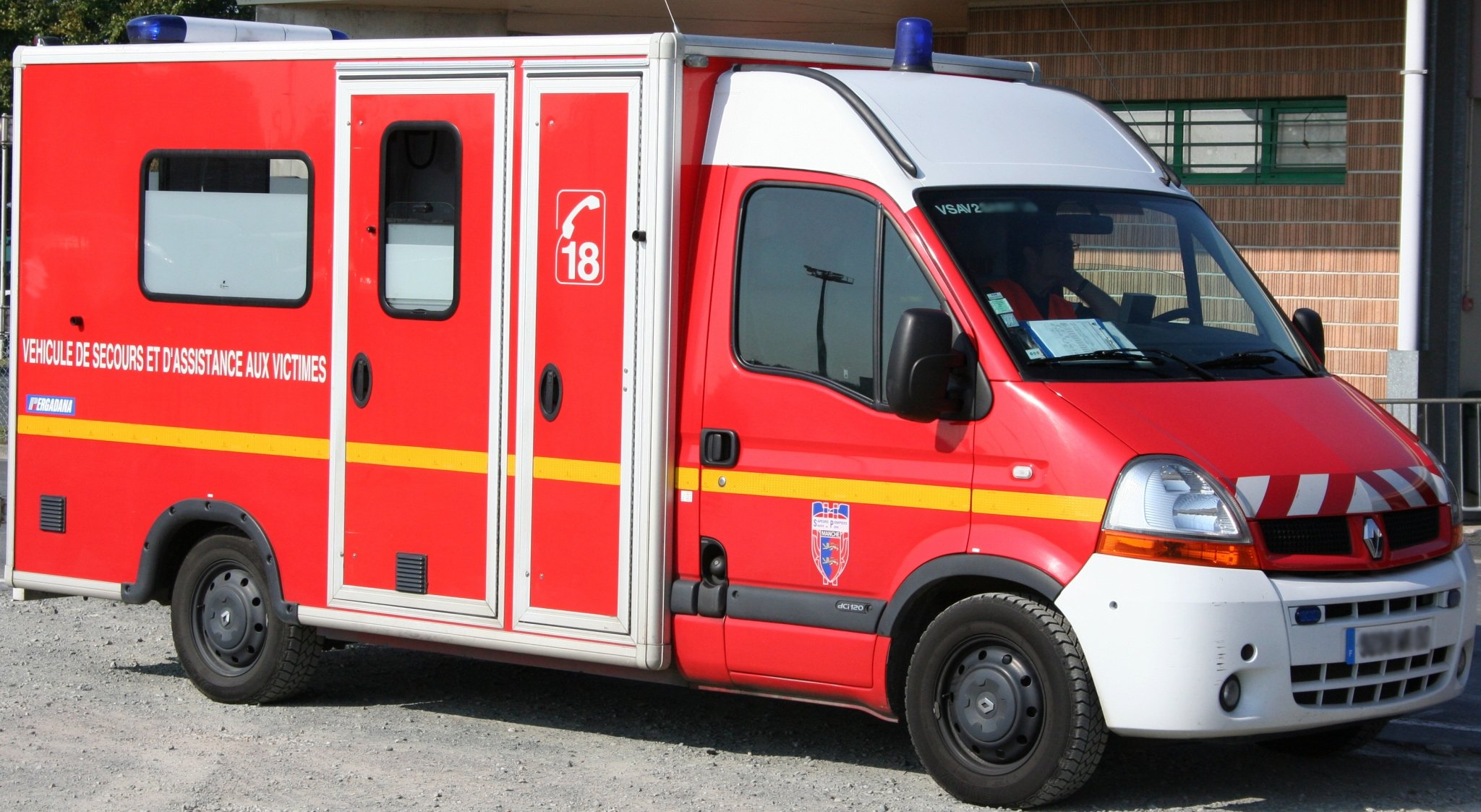
Véhicule de secours et d'assistance aux victimes.

#### Service postal
La commune dispose d'une boîte aux lettres sur la place du village en face de la mairie. Le bureau de poste le plus proche se situe à Cucuron.

#### Centre de secours
La Commune dépend du centre de secours principal ultra-moderne de Pertuis qui couvre les cantons de Pertuis et de Cadenet, ce qui représente 51 617 hectares dont 21 028 hectares de forêts. Ce centre a été inauguré le 2 décembre 1991. Pour accomplir leurs missions les pompiers de Pertuis disposent de 31 véhicules pour l'aide aux personnes.

#### Centre médico-social
Le centre médico-social (CMS) de Pertuis (dont la notion juridique correspond à une définition précise donnée à l'article L. 312-1, I du Code de l'action sociale et des familles) a pour mission : la lutte contre les exclusions, la Protection Maternelle et Infantile (PMI) et la protection de l’enfance (ASE), l’aide aux personnes âgées et handicapées, la prévention sanitaire et les actions de santé. Le CMS de Pertuis reçoit les habitants des communes : Ansouis, Beaumont-de-Pertuis, Cabrières-d'Aigues, Cadenet, Cucuron, Grambois, La Bastide-des-Jourdans, La Bastidonne, La Motte-d'Aigues, La Tour-d'Aigues, Lauris, Lourmarin, Mérindol, Mirabeau, Pertuis, Peypin-d'Aigues, Puget, Puyvert, Saint-Martin-de-la-Brasque, Sannes, Vaugines, Villelaure, Vitrolles-en-Luberon. Le CMS de Pertuis est un des 15 CMS de Vaucluse qui a le plus de communes dépendantes avec celui de Carpentras et celui d'Apt.

## Économie

### Tourisme
Comme l'ensemble des communes du Luberon, le tourisme joue un rôle, directement ou indirectement, dans l'économie locale.
On peut considérer trois principales sortes de tourisme en Luberon. Tout d'abord, le tourisme historique et culturel qui s'appuie sur un patrimoine riche des villages perchés ou sur des festivals. Ensuite, le tourisme détente qui se traduit par un important développement des chambres d'hôtes, de l'hôtellerie et de la location saisonnière, par une concentration importante de piscines et par des animations comme des marchés provençaux. Enfin, le tourisme vert qui profite des nombreux chemins de randonnées et du cadre protégé qu'offrent le Luberon et ses environs.

### Agriculture

#### Vignes

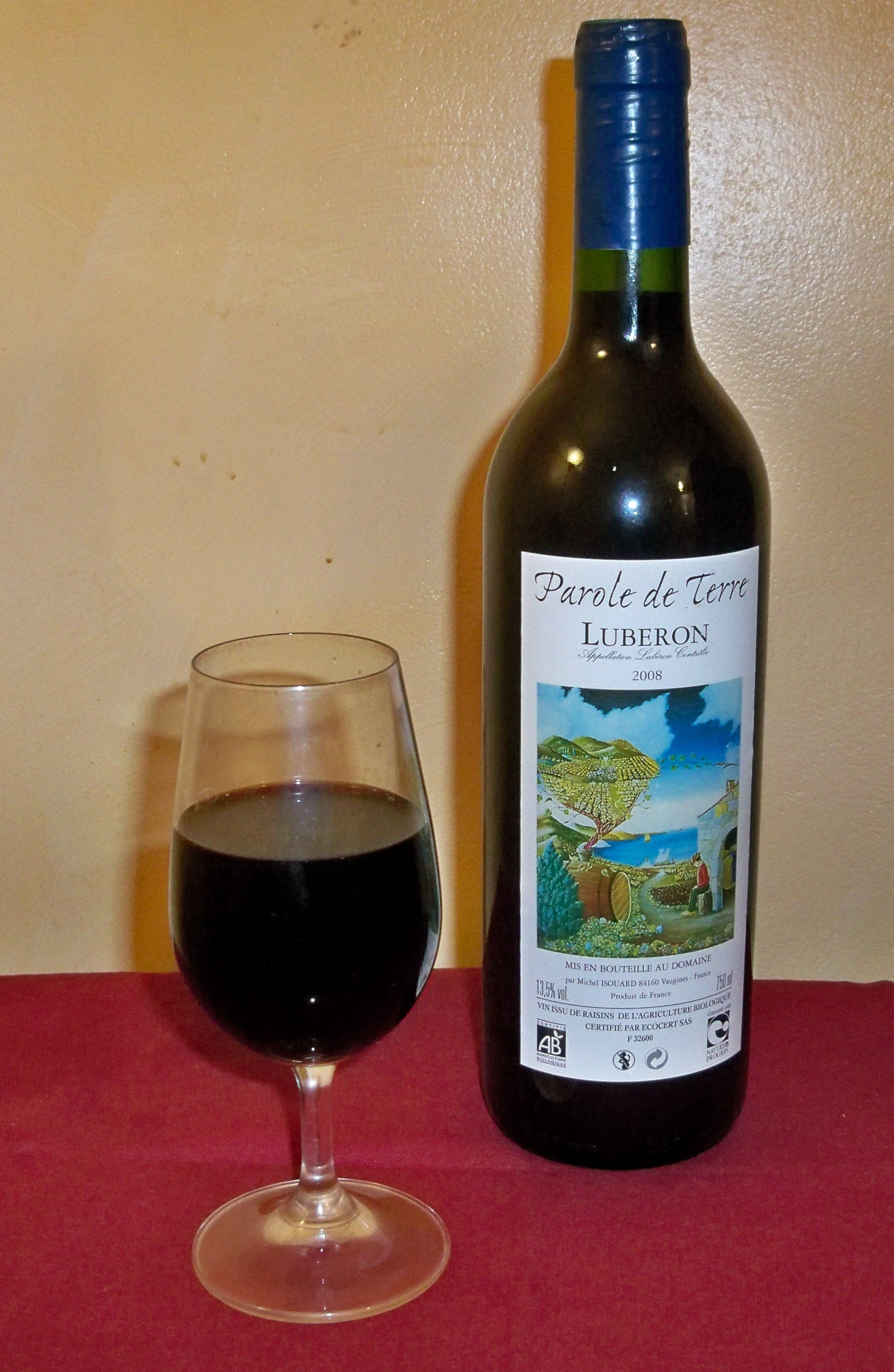
Vin Luberon Aoc du Domaine Isouard.

La commune produit des vins ayant quatre appellations reconnues par INAO, un AOC les côtes-du-luberon. Les vins qui ne sont pas en appellation d'origine contrôlée peuvent revendiquer, après agrément avoir le label Indication géographique protégée (IGP) vin de pays d'Aigues qui peuvent être blancs, rosés, rouges. Les viticulteurs produisent aussi un autre label IGP les vins de Pays de Vaucluse qui peuvent être blancs, rosés, rouges. Mais également un autre label IGP vin de pays de Méditerranée qui peut être blanc, rosé, rouge.

#### Huile d'olive de Provence AOC
L'huile d'olive de Provence est protégée par une appellation d'origine contrôlée (AOC) à la suite d'une enquête diligentée par l'INAO, dont les conclusions ont été déposées auprès de la commission le 26 octobre 2006, réunie à Arles, et la signature du décret parut au Journal officiel le 14 mars 2007.
Pour pouvoir postuler à l'AOC, l'huile d'olive de Provence doit être élaborée à base des variétés aglandau, bouteillan, cayon, salonenque ainsi que celles dénommées localement brun, cayet, petit ribier et belgentiéroise. Il faut au moins deux de ces variétés principales présentent au sein de l'oliveraie,.
Dans la commune de Vaugines, quelques oliveraies répondent à ses critères.

#### Cerises
À Pertuis sont cultivées des cerises ayant l'Indication géographique protégée « cerises du Ventoux » à savoir que la cerise des coteaux du Ventoux se caractérise par sa production dans la zone des coteaux du Ventoux, par sa cueillette à maturité optimale et par son calibre moyen minimum garanti à 24 mm.

#### Agneau de Sisteron
Les agneaux élevés pendant 60 jours minimum avec la mère en bergerie, et ayant un âge compris entre 70 et 150 jours, et pesant de 13 à 19 kg peuvent prétendre à l'IGP label rouge Agneau de Sisteron.

#### Miel
Les apiculteurs produisant du miel ayant les caractéristiques suivantes : miel monofloral ou polyfloral, y compris miel de miellat, issu de la flore spontanée de Provence ou d'une culture spécifique à la Provence, à l'exception des cultures de colza, de tournesol ou de luzerne ainsi que toute autre culture non spécifique avec des pollens spécifiques à la Provence, spectre pollinique des miels devant, dans tous les cas, présenter une spécificité provençale peuvent prétendre à l'appellation IGP Miel de Provence.

## Culture et patrimoine

### Patrimoine civil
L'hôtel des Bouliers, qui est classé aux Monuments Historiques depuis le 11 octobre 1984.

### Patrimoine religieux
L'église Saint-Pierre-et-Saint-Barthélémy, du XIIe siècle et de style roman, est l'ancienne église du monastère de Vaugines. Elle est classée Monument Historique depuis le 20 janvier 2000. Cette église est celle des films Jean de Florette et Manon des sources, de Claude Berri d'après Marcel Pagnol. Elle fut connue grâce à ces deux films qui y furent tournés en partie, avec notamment la fameuse « scène du banc », sur lequel le « papet » apprend de la vieille Delphine la terrible révélation.
Relativement dégradé, ce patrimoine roman provençal est l'objet d'une opération de sauvegarde faisant appel au mécénat populaire,.

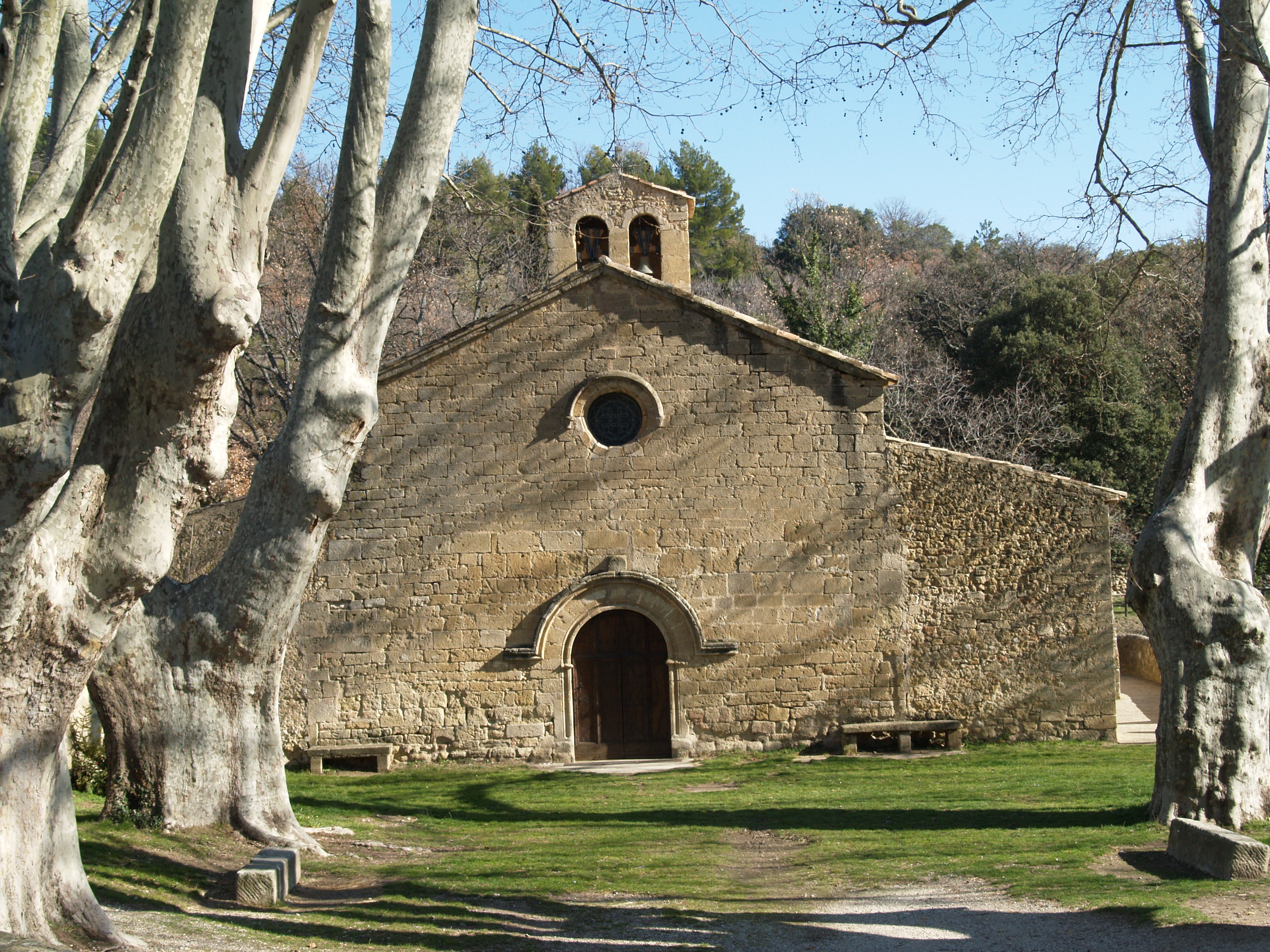
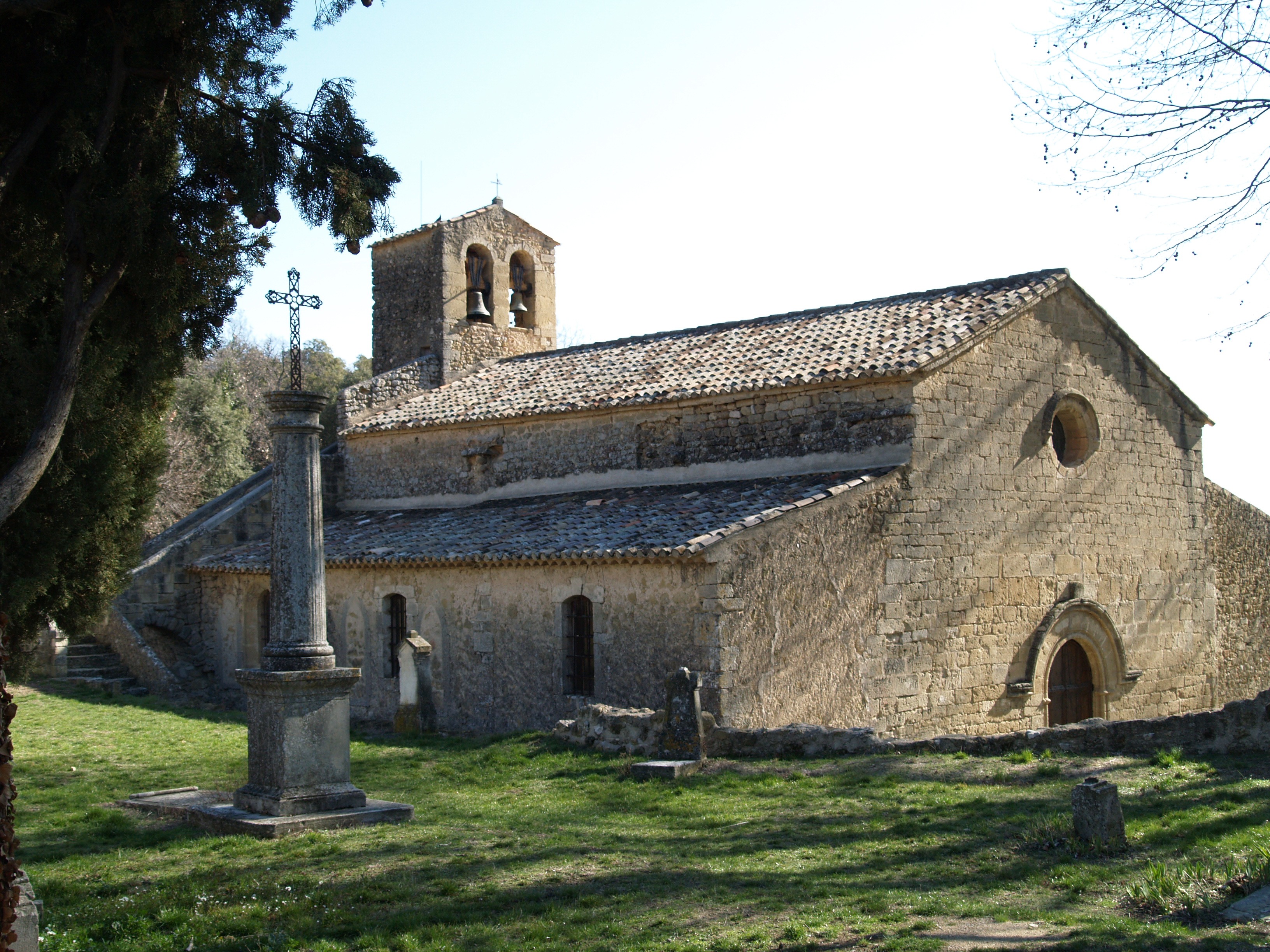
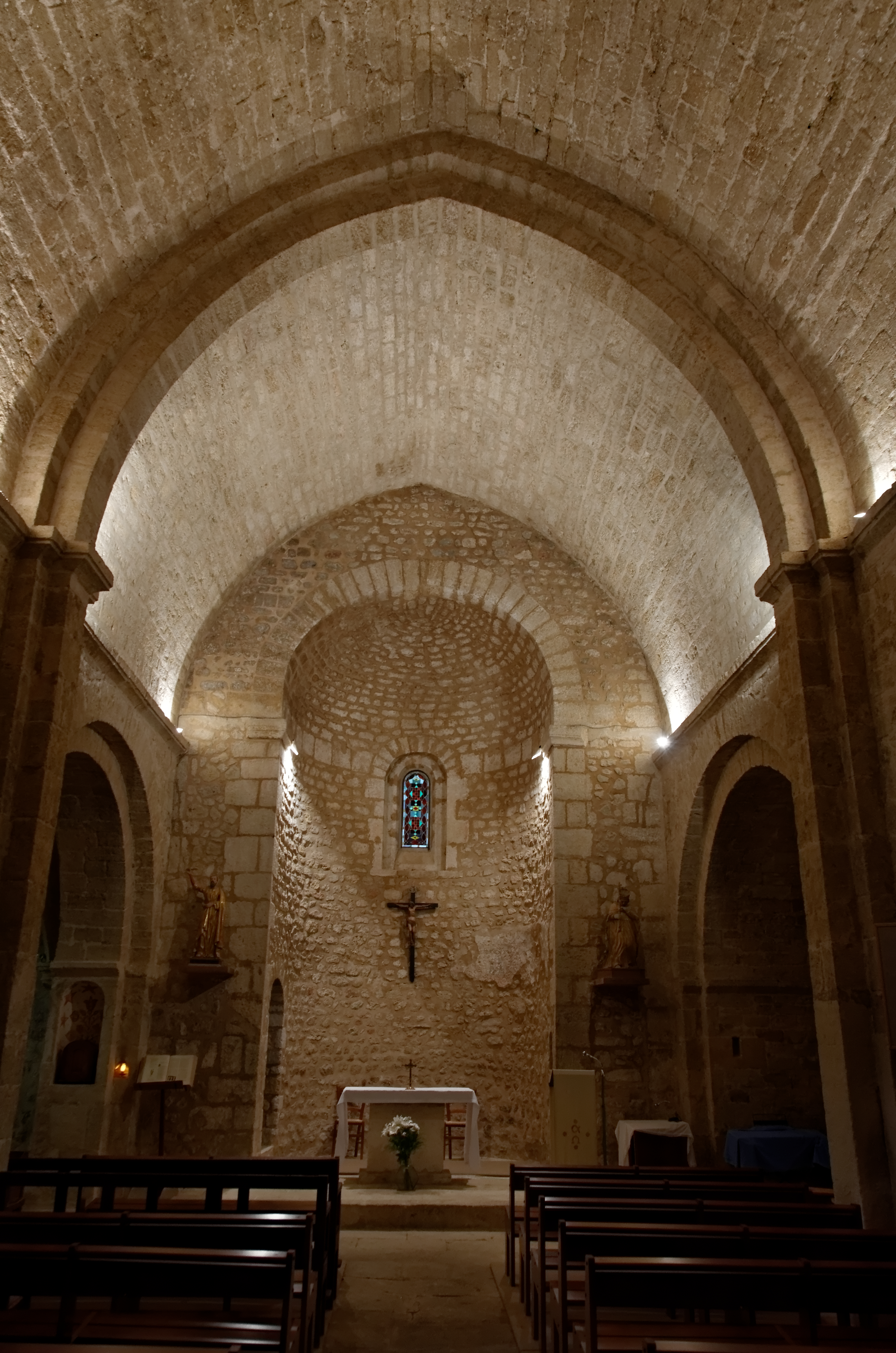
Nef.
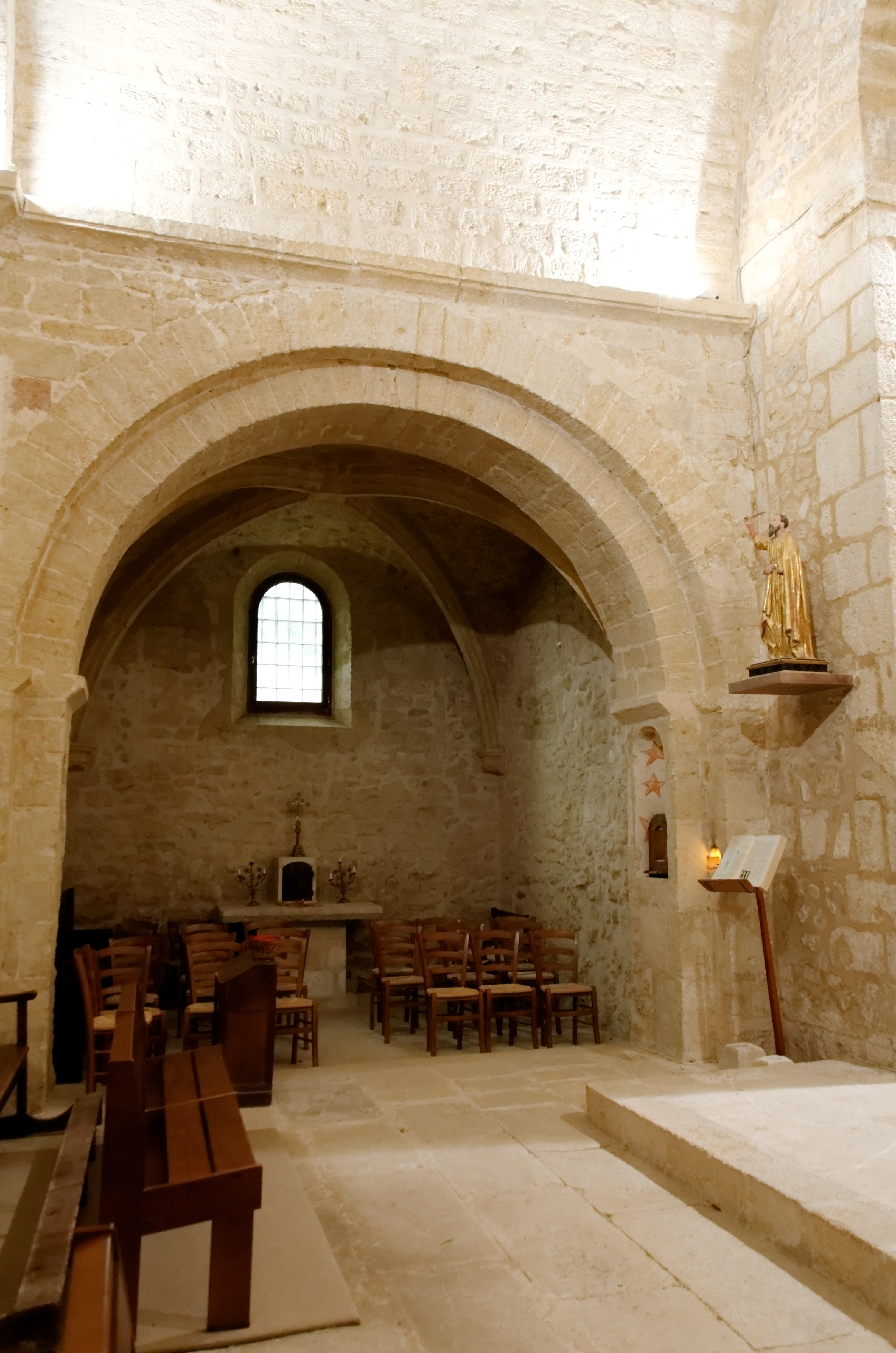
Chapelle gothique.
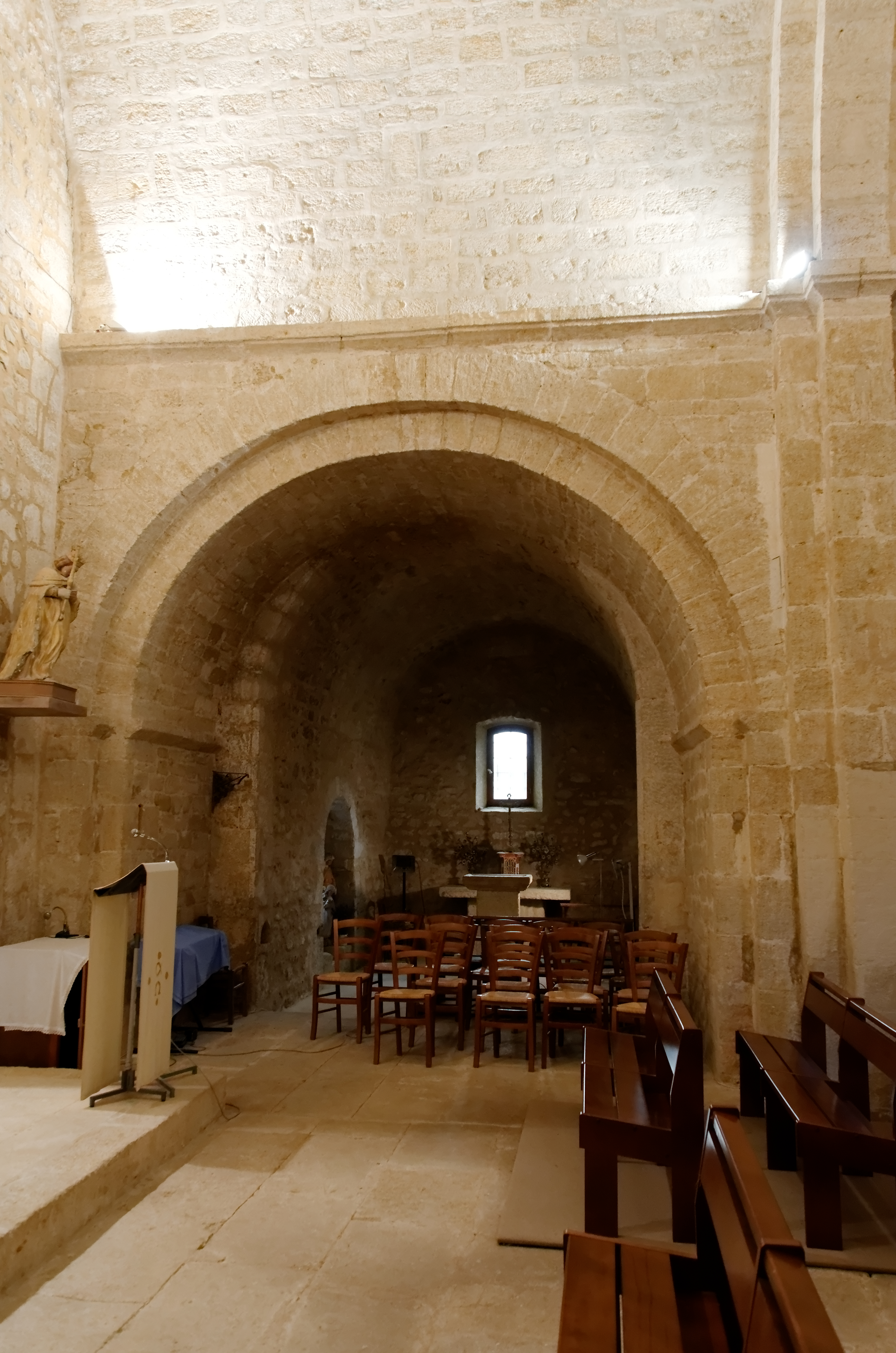
Chapelle romane.
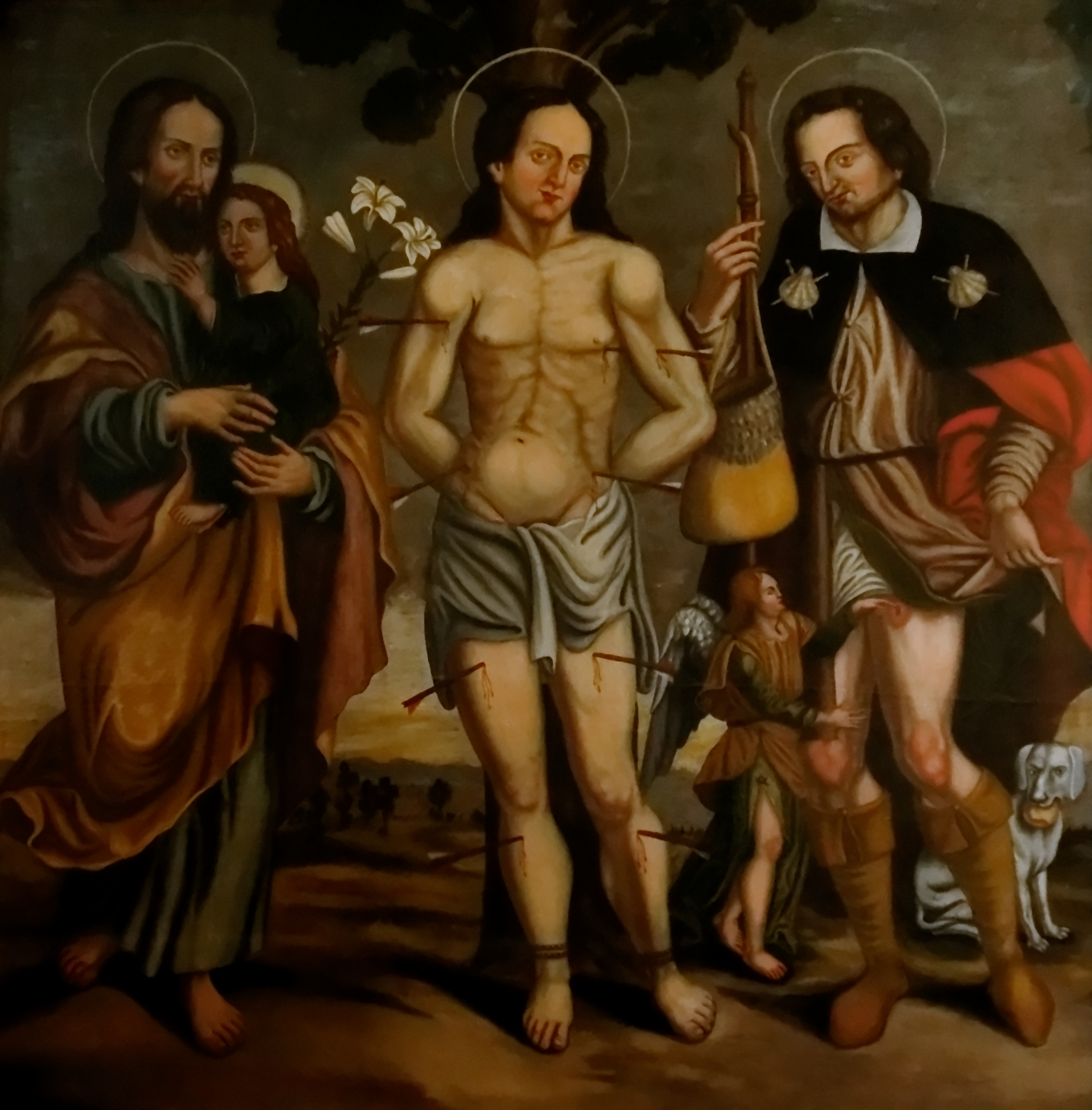
Huile sur toile représentant saint Joseph, saint Sébastien et saint Roch.

### Patrimoine environnemental
Parc naturel régional du Luberon.

### Héraldique
| Blason de Sault | Les armes peuvent se blasonner ainsi : De gueules aux trois annelets d'argent. |

## Cinématographie
Plusieurs films ont été tournés à Vaugines, notamment :
- 1986 : Jean de Florette de Claude Berri ;
- 1986 : Manon des sources de Claude Berri.